# Louis Knoepffler
Louis François Marie Auguste Knoepffler, plus connu sous le nom de Louis Knoepffler (Ludwig Knoepffler en allemand), né le 26 octobre 1864 à Saverne et mort le 26 décembre 1918 à Saverne, est un homme politique alsacien.

## Biographie
Négociant en bois et maire de Saverne de 1908 jusqu'à 1914, il a également été élu député centriste, représentant les cantons de Saverne et Marmoutier au Landtag (1911) ; le renouvellement de son mandat de maire en 1914 n'obtint pas l'agrément de l'Administration de tutelle allemande pour avoir été mêlé à l'affaire Reuter-Forstner ; il retrouva son fauteuil de maire dès le 17 novembre 1918 après l'armistice.

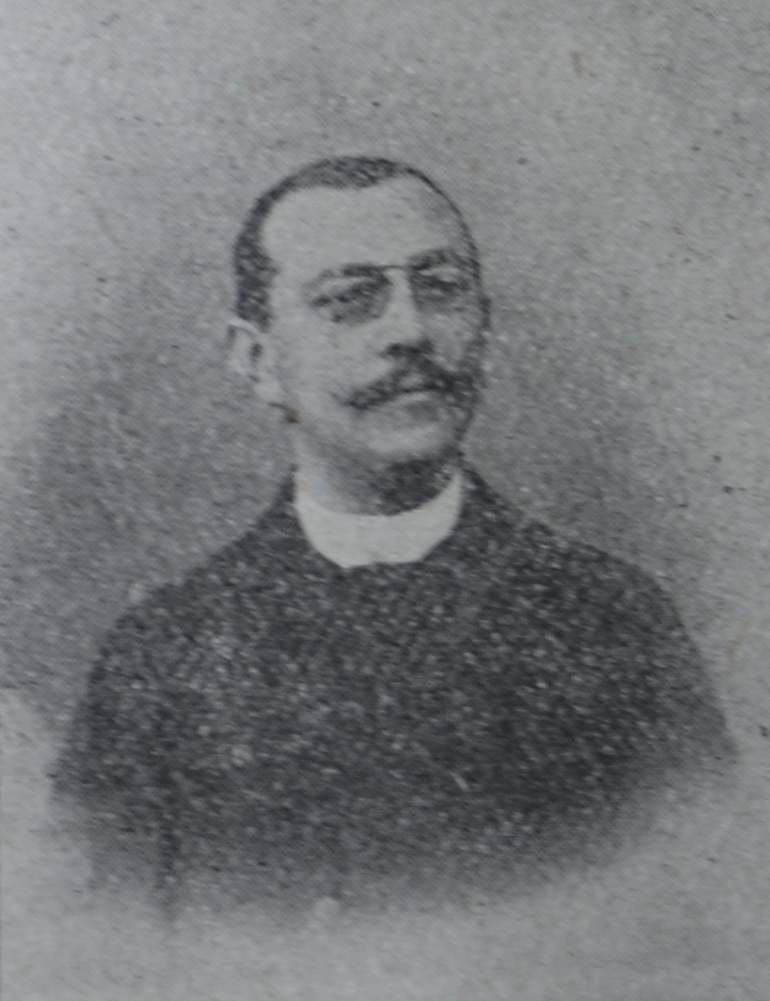
Ludwig Knoepffler, député du Reichsland Alsace-Lorraine 1911-1918, photo prise en 1911 ou avant